# Panhard & Levassor Type X1
Der Panhard & Levassor Type X1 ist ein frühes Pkw-Modell. Hersteller war Panhard & Levassor in Frankreich.

## Beschreibung
Die Fahrzeuge haben einen von Arthur Constantin Krebs entwickelten Ottomotor. Im Motorcode „T4F“ steht das „T“ für diesen „Centaure allégé“ genannten Motor und die „4“ für die Anzahl der Zylinder.
Der Vierzylinder-Reihenmotor hat einzeln gegossene Zylinder. Er hat 100 mm Bohrung, 130 mm Hub und 4084 cm³ Hubraum. Er wurde auch 18 CV genannt. Die Leistung des Frontmotors wird über ein Vierganggetriebe und eine Kardanwelle an die Hinterachse übertragen.
Der Radstand beträgt zwischen 277 cm und 313 cm. Bekannt sind die Karosseriebauformen Tourenwagen, Limousine und Landaulet.
Die Produktion lief von Juni oder September 1908 bis 1912. In den ersten vier Kalenderjahren wurden 28, 274, 179 und 116 Fahrzeuge hergestellt. Insgesamt sind das 597 Fahrzeuge, von denen 250 exportiert wurden.
Im Laufe des Jahres 1912 wurde der Type X12 zum Nachfolger. Zusammen fanden sie in dem Jahr 152 Käufer, davon 51 im Export.